# Iryna Krasnjans'ka
Iryna Vasylivna Krasnjans'ka (in ucraino Ірина Василівна Краснянська?; 19 novembre 1987) è un'ex ginnasta ucraina.

## Palmarès

### Mondiali
- 1 medaglia:
  - 1 oro (Aarhus 2006 nella trave)

### Europei
- 2 medaglie:
  - 1 argento (Amsterdam 2004 a squadre)
  - 1 bronzo (Amsterdam 2004 nelle parallele asimmetriche)